# 酒後駕駛

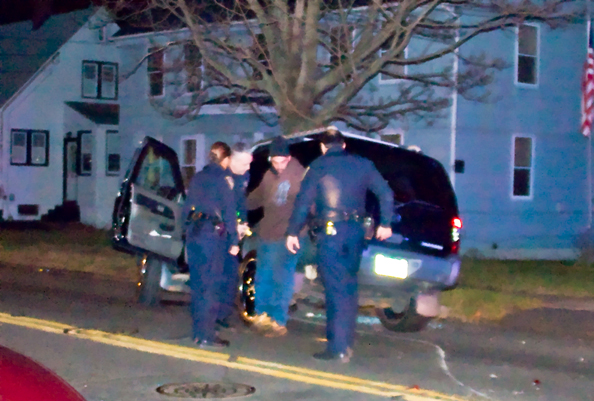
美國康乃狄克州的警方對一名疑似酒駕者進行酒測

中華民國法律規定的禁止酒後駕駛警示標誌

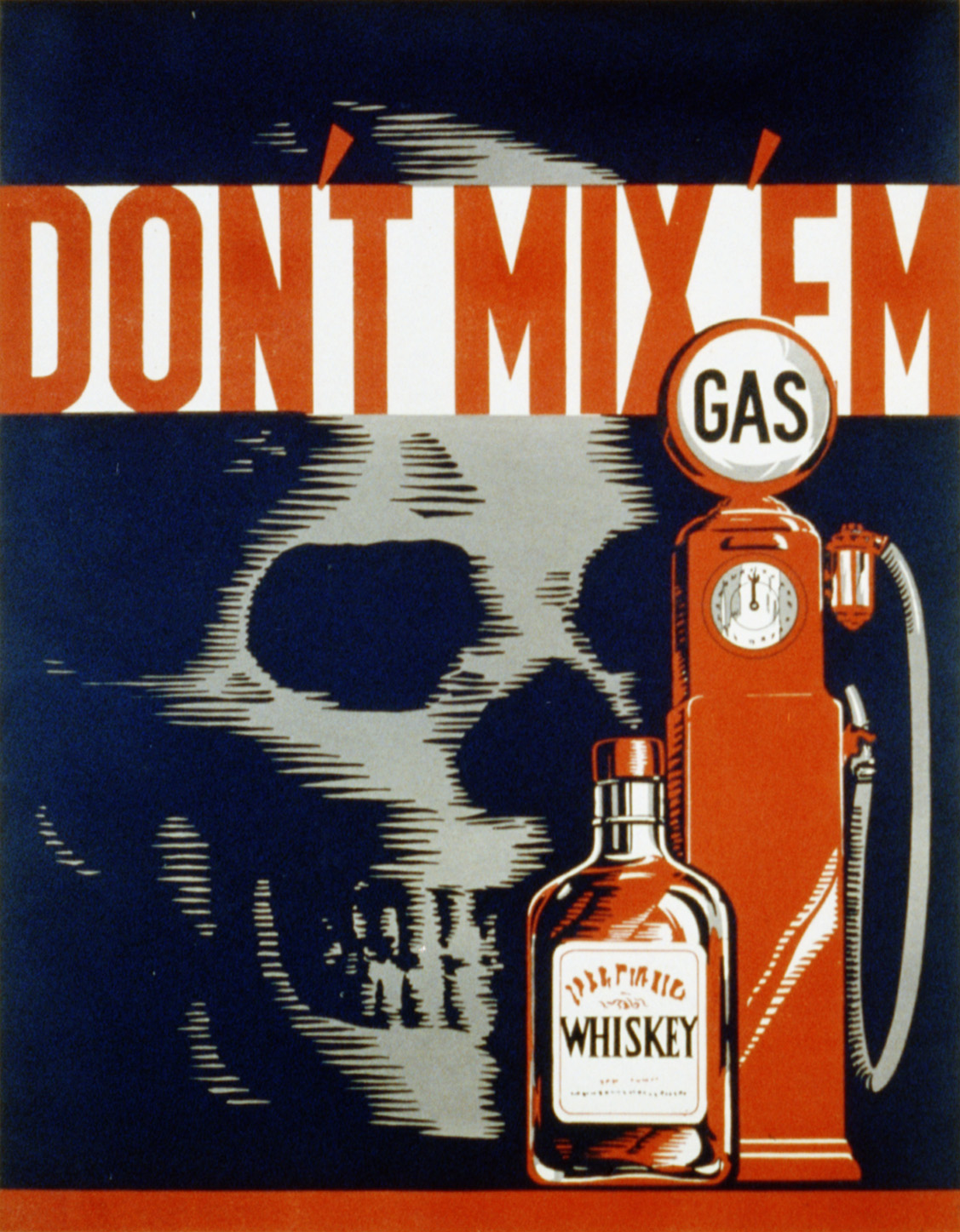
1937年海報警告美國駕駛不要酒後駕車

酒後駕駛（英語：Driving under the influence，簡寫為DUI），簡稱酒駕，是指在酒精、酒類飲品影響下控制並駕駛機動車輛（有時包括單車、有發動機、電動機的交通工具或機械以及騎馬），在許多國家被認定是交通違規行為，甚至規定為犯罪。在许多国家和地区，服用可导致精密操作能力降低的药物或者在藥物影響下駕駛，亦是刑事犯罪。
酒駕會影響安全駕駛能力，使得發生致人死傷的事故風險大增，在刑法上被認為是屬於「有認識過失」的範疇，即「預見該事會發生，卻確信其不會發生而不做防範」的一類，但由於酒駕經常是基於僥倖心態，常常覺得自己開一段路不會有事，漠視他人生命，而因此發生多起嚴重死傷事故，而這是原本可以避免的，因此部分觀點認為酒駕即殺人。

## 概略

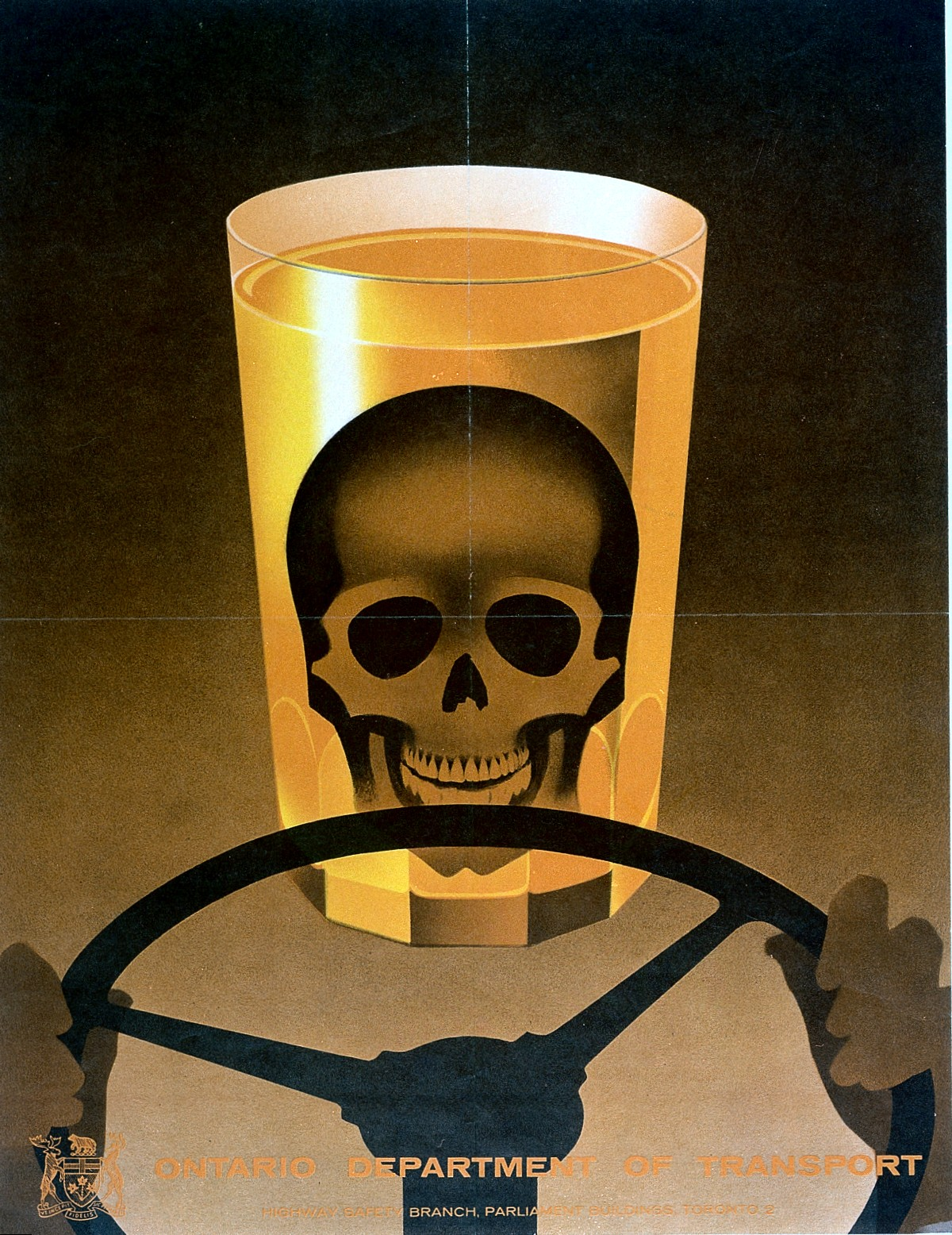
酒駕示意圖

大部份酒類飲品都含有酒精的成份。酒精可以抑制人體中樞神經的運動。令反應減慢、影響動作協調、視力、專注力、認知能力等，從而導致嚴重車禍及傷亡。
鑑於酒精對人體有嚴重影響，駕駛前切勿飲用含有酒精或酒類之飲品。世界上大部份國家均視醉酒駕駛為嚴重違法行為，並制訂法律條文禁止駕駛者飲用或攝取過多酒精影響駕駛能力；在一些國家，酒駕若造成傷亡則在法律上視同故意殺人或故意傷害，如美國加州，酒駕致人死可能會被以二級謀殺罪起訴，而二級謀殺罪最多可判無期徒刑。
干涉此罪者多數希望「不會被警方當場發現」的賭博心理。他們以為酒後過一段時間才駕車，有信心符合法例要求，或者即使醉酒駕駛，沒有被警方截停調查酒精測試，事後當局也沒有追索權。
一些評論指出，台灣加重酒駕的處罰幅度後，酒駕致死的比例下降，且下降的幅度超過整體交通事故死亡的幅度，這說明加重處罰對減少犯罪，至少對減少酒駕，很可能是有效的，也就是說，有證據支持一般人直觀上「唯有加重刑責才能減少類似悲劇發生」的直觀看法。
為避免酒後駕駛，不少地方要求提供酒精飲料的店家提供代為呼叫計程車的服務，也鼓勵同行者留下有駕駛執照的一人不飲酒，以便接送原本駕車的飲酒者。另外也可用電話或網路預約代駕服務。

## 吹氣與血液測試
要知道駕駛者是否受着酒類飲品的影響，主要有兩種測試——吹氣測試和血液測試。前者較快，但存在偽陽性反應，例如使用漱口水後立刻測試，結果顯示酒精含量可以是醉駕標準的3倍多；後者則較準確，但由於要套取血液樣本，不適合即場做。

## 各地標準

### 東亞
- 中華民國（臺灣）：0.03%。0.03%以上未滿0.05%者罰鍰新台幣15,000至90,000元，吊扣駕照一年；0.05%以上者吊扣駕照一年，並依公共危險罪移送法辦，處兩年以下有期徒刑（不專科罰金），得併科新臺幣20萬元以下罰金。肇事致人重傷者，處1年以上、7年以下有期徒刑；肇事致人於死者，處3年以上、10年以下有期徒刑。（均吊銷駕照並終身不得考領）[8][9][10]
- 日本：0.15 mg 或等效的0.03%（提供車輛給酒駕者，或是同乘酒駕者開的車輛，亦有可能導致刑責）[11]
- 韓國：0.05%
- 中華人民共和國[12]：

- - 每100毫升血液中多於20毫克（等效为>0.02%）为饮酒驾驶：罰款1,000－2,000元人民幣，暂扣6個月驾驶执照；若再犯处10日以下拘留，罰款1,000－2,000元人民幣，吊销机动车驾驶证；驾驶营运机动车的，处15日拘留，罰款5,000元人民幣，吊销驾驶执照，5年内不得重新取得。
  - 每100毫升血液中多於80毫克为醉酒驾驶：吊销驾照，追究刑事责任，5年内不得重新取得驾照；驾驶营运机动车的，吊销驾照，追究刑事责任，10年内不得重新取得，重新取得机动车驾驶证后，不得驾驶营运机动车。（因醉驾未致人重伤、死亡或者使公私财产遭受重大损失，以危险驾驶罪论处，处6个月以下拘役）
  - 因酒驾、醉驾发生重大事故，致人重伤、死亡或者使公私财产遭受重大损失，以交通肇事罪论处，处3年以下有期徒刑或者拘役；肇事后逃逸或者有其他特别恶劣情节的，处3年以上7年以下有期徒刑；因逃逸致人死亡的，处7年以上有期徒刑。
  - 饮酒后或者醉酒驾驶机动车发生重大交通事故，构成犯罪的，终生不得重新取得机动车驾驶证。
  - 根据最高人民法院公布，自2017年5月1日起施行的《最高人民法院关于常见犯罪的量刑指导意见（二）（试行）》规定，对于醉酒驾驶机动车的被告人，应当综合考虑被告人的醉酒程度、机动车类型、车辆行驶道路、行车速度、是否造成实际损害以及认罪悔罪等情况，准确定罪量刑。对于情节显著轻微危害不大的、犯罪情节轻微不需要判处刑罚的，可免予刑事处罚[13]。
- 香港特別行政區：每100毫升呼氣量內含22微克酒精，又或每100毫升尿液內含67毫克酒精（100毫升血液含50毫克酒精）。[14]如駕駛者酒精含量超過法定標準，會即時取消駕駛資格最少6個月（再犯者最少2年）、被記10分違例駕駛記分，以及強制修讀一個駕駛改進課程。並最高可被罰款最高港幣25,000元及監禁3年。[15]；但若因為醉駕而引致他人死亡或受傷，則會以其他更嚴重的罪名控告，包括可以終身吊銷駕駛者的駕照。
- 澳門特別行政區：任何人在公共道路上駕駛車輛而其每公升血液中的酒精含量等於或超過1.2克，如其他法律規定無訂定較重處罰，則可處最高1年徒刑及禁止駕駛1年至3年。[16]
- 蒙古國：0.05%[17]

### 南亞
- 阿富汗：零
- 巴基斯坦：無，酒精飲品在巴基斯坦禁止銷售。
- 印度：0.03%
- 尼泊爾：沒有相關法例。
- 斯里蘭卡：0.06%

### 東南亞
- 柬埔寨：0.05%
- 老撾：0.08%[17]
- 馬來西亞：0.08%
- 菲律賓：0.05%
- 新加坡：0.08%
- 泰國：0.05%
- 印尼：無限制，但一般是禁酒
- 越南：0.08%

### 西太平洋
- 澳大利亞：0.05%，学习驾照、预备驾照则为0%。
- 法屬玻里尼西亞：0.05%
- 密克羅尼西亞聯邦：0.05%
- 紐西蘭：0.04%，20歲以下司機為0% [18]
- 帛琉：0.01%

### 中亞
- 吉爾吉斯：0.05%[17]
- 土庫曼：零[17]

### 西亞
- 亞美尼亞：0.04%[17]
- 亞塞拜然：零
- 格魯吉亞：0.02%[17]
- 伊朗：無，酒精飲品在該國違法。
- 以色列：0.05%
- 約旦：0.05%
- 科威特：無，酒精飲品在該國違法。
- 沙烏地阿拉伯：無，酒精飲品在該國違法。
- 土耳其：0.05%

### 歐洲
- 阿爾巴尼亞：0.1 mg/ml[19]
- 奧地利：0.05%或0.01%為拿駕駛執照少於兩年或駕駛超過7.5噸的重型車輛。
- 白俄羅斯：0.5 mg/100ml[19]
- 比利時：0.5 mg/ml[19]
- 波士尼亞-赫塞哥維納：0.05%
- 保加利亞：0.05%
- 克羅埃西亞：0
- 捷克：0[19]
- 丹麥：0.5 mg/l，0.8將會馬上坐牢
- 愛沙尼亞：0.2 mg/ml[19]
- 法國：0.5 mg/ml[19]
- 芬蘭：0.5 mg/ml[19], 0.12%（嚴重者）
- 德國：0.5 mg/ml[19], 0mg/ml（于商业运输中载客）; 0.11%（嚴重的）
- 直布羅陀：0.5 ml [20]
- 希臘：0.5 mg/ml[19]，拿取駕駛執照少於兩年或巴士司機爲0.02%。
- 匈牙利：0[19]
- 冰島：0.5 mg/ml[19]
- 愛爾蘭：0.8 mg/ml[19]
- 義大利：0.5 mg/ml[19]
- 拉脫維亞：職業司機上限及拿駕照少於兩年人士爲0.02%，有2年以上駕駛經驗的司機爲0.05%
- 列支敦士登：0.08%
- 立陶宛：0.4 mg/ml[19]
- 盧森堡：0.5 mg/ml since 2007
- 馬爾他：0.8 mg/ml[19]
- 荷蘭：0.5 mg/ml[19], 0.02%為拿取駕照少於五年的人士。
- 挪威：0.2 mg/ml[19]
- 波蘭：0.2 mg/ml[19]
- 葡萄牙：0.5 mg/ml[19]
- 摩爾多瓦：0.3 mg/ml[19]
- 羅馬尼亞：0
- 俄羅斯：0.2-0.5 mg/ml[19]
- 塞爾維亞：0.05%
- 斯洛伐克：0[19]
- 斯洛維尼亞：拿取駕照少於2年的人士及職業司機爲0，其他爲0.24 mg/ml。
- 西班牙：0.05% [21]，駕駛經驗少於2年的司機、貨運車輛超過3.5噸的司機及擁有9個座位以上的客運車輛爲0.03%
- 瑞典：0.02%（最多6個月監禁）, 0.10%（最多兩年監禁）
- 瑞士：0.5 mg/ml[19]
- 土耳其：0.5 mg/ml[19]
- 烏克蘭：0
- 英國：0.8 mg/ml[19]

### 美洲
- 阿根廷：0.05%
- 貝里斯：0.08%
- 玻利維亞：0.07%
- 巴西：0.06%
- 加拿大：0.08%[註 1]
- 智利：0.049%
- 哥倫比亞：0.04%
- 哥斯大黎加：0.049%
- 古巴：0
- 多明尼加共和國：未知（專業司機為0.05%）
- 厄瓜多：0.07%
- 薩爾瓦多：0.05%
- 瓜地馬拉：0.08%
- 圭亞那：0.01%
- 宏都拉斯：0.07%
- 牙買加：0.035%
- 墨西哥：0.08%
- 尼加拉瓜：0.08%
- 巴拿馬：0
- 巴拉圭：0.08%
- 秘魯：0.045%
- 蘇利南：0.08%
- 美國：0.08%（見下）
- 烏拉圭：0.08%
- 委內瑞拉：0.05%

### 非洲
- 阿爾及利亞：0.01%
- 貝南：0.05%
- 維德角：0.08%
- 中非共和國：0.08%
- 葛摩：無限制
- 埃及：0.05%
- 剛果：無限制
- 赤道幾內亞：0
- 厄利垂亞：0
- 衣索比亞：無限制
- 甘比亞：0.02%
- 加納：0.08%
- 幾內亞：0
- 幾內亞比索：0.05%
- 肯亞：0.08%
- 馬拉威：0
- 模里西斯：0.05%
- 納米比亞：0.05%
- 尼日：0.08%
- 奈及利亞：0
- 塞席爾：0.08%
- 南非：貨車超過3.5噸的司機及客運車輛爲0.05%[22]
- 多哥：無限制
- 烏干達：0.08%
- 坦尚尼亞：0.05%
- 尚比亞：0.08%

## 法律责任
主條目：各國醉酒駕駛法律
泰國2016年4月立法規定酒駕跟交通違規累犯都要到太平間服勞役，美國加州罰酒駕累犯洗屍體以及18,000美元罰款。臺北市議員何志偉參考兩國相關刑責，正式於質詢中提出「累犯洗大體」的懲罰方案，讓酒駕者到殯儀館服社會勞動役、體驗生命教育，讓酒駕者了解生命無常，造成雙方的不幸，徒增社會成本。實際實作酒駕受罰民眾前往殯儀館協助清洗「大體進出室」，但不會碰觸到大體，以尊重大體為原則。。台灣首例於2017年3月16日由台東地檢署正式安排，十名酒駕累犯的社會勞動人前往台東市殯葬管理所，清洗遺體冰櫃、解剖台等周遭設備。
马来西亚交通部长林良实于2000年规定酒驾导致他人死亡或受伤的驾驶者将面临3至10年的强制性坐牢。

### 引用
1. ↑  《道路交通条例》（香港法例第374章）第39J、第39K条。
2. ↑  .   [2013-05-30]. （原始内容存档于2013-04-18） （中文（臺灣））.
3. ↑  .   [2019-03-30]. （原始内容存档于2020-09-27）.
4. ↑  .   [2013-04-27]. （原始内容存档于2020-08-14）.
5. ↑  寇德曼. . 聯合報鳴人堂 (聯合線上公司). 2019-10-15  [2020-12-05]. （原始内容存档于2020-12-01）.
6. ↑  喝完酸梅湯變"酒駕" 警方﹕可要求做血液測試 （页面存档备份，存于）《中廣網》2012-08-05
7. ↑  一起讀判決. . The News Lens 關鍵評論網. 2022-05-23  [2023-08-11]. （原始内容存档于2023-08-11） （中文（臺灣））.
8. ↑  專題／台灣酒駕罰得重嗎？各國法規比一比 （页面存档备份，存于）,中央社，2019年7月19日
9. ↑  .   [2013-06-15]. （原始内容存档于2021-02-12）.
10. ↑  .   [2013-06-15]. （原始内容存档于2019-06-14）.
11. ↑  日本《道路交通法》 （页面存档备份，存于）第65條、第117條
12. ↑  中华人民共和国道路交通安全法 （页面存档备份，存于）2011.4.22第2次修正第91条
13. ↑  .   [2017-05-16]. （原始内容存档于2019-06-14）.
14. ↑  .   [2017-11-16]. （原始内容存档于2019-12-11）.
15. ↑   (PDF).   [2013-01-21]. （原始内容存档 (PDF)于2019-12-10）.
16. ↑  澳門《道路交通法》 （页面存档备份，存于）第90條
17. 1 2 3 4 5 6  . World Health Organization.   [21 February 2015]. （原始内容存档于2015-02-19）.
18. ↑  .   [2012-09-08]. （原始内容存档于2015-04-14）.
19. 1 2 3 4 5 6 7 8 9 10 11 12 13 14 15 16 17 18 19 20 21 22 23 24 25  Blood Alcohol Concentration Limits Worldwide （页面存档备份，存于）, International Centre For Policy Studies. Page retrieved 30 October 2006
20. ↑  UK Government Advice on Gibraltar （页面存档备份，存于） Page retrieved 30 October 2006.
21. ↑  El alcohol y la conducción （页面存档备份，存于） (page in Spanish). Page retrieved on 2006-10-30.
22. ↑  .   [2007-07-02]. （原始内容存档于2007-02-23）.
23. ↑  韓政燕. . 台灣蘋果日報. 2016年4月13日  [2017-03-07]. （原始内容存档于2017-03-07）.
24. ↑  . Thailand: Thai PBS Reporters. June 21, 2016  [2017-03-07]. （原始内容存档于2017-03-07）.
25. ↑   (PDF). CDC, USA.   [2017-03-07]. （原始内容存档 (PDF)于2019-02-12）.
26. ↑  李品誼; 姜毅宏. . 三立新聞. 2016-09-30  [2017-03-07]. （原始内容存档于2017-03-19）.
27. ↑  Ho Shih-chang; Liang Pei-chi. . The Taipei Times. 2016-10-03  [2017-03-07]. （原始内容存档于2020-01-16）.
28. ↑  羅紹平. . 聯合報. 2017-03-16  [2017-05-04]. （原始内容存档于2019-12-16）.
29. ↑  . 三立新聞. 2017-03-16  [2017-05-04]. （原始内容存档于2017-07-04）.
30. ↑  . New Straits Times. 2000-04-21 （英语）.

## 外部連結
- Break the Law, Pay the Price, Ontario Ministry of Transportation website educating drivers on the consequences of being caught driving impaired in the province
- A Consequence of Drinking and Driving (Private Outreach Effort by a Convicted Drunken Driver Serving Prison Time For Murder)
- Campaign Against Drinking and Driving（页面存档备份，存于） (UK organisation)
- Responsibility in DUI Laws (Considers .08 BAC limit too low. Seeks to lessen penalties)
- DUI Glossary
- 酒後牽機車 也算酒駕（页面存档备份，存于）